# 根室氏雅鱈
根室氏雅鱈，為輻鰭魚綱鱈形目稚鱈科的其中一種，分布於東大西洋西班牙、葡萄牙、亞速群島及馬德拉群島海域，深度750-800公尺，為深海底棲性魚類，體長可達81公分，棲息在底中層水域，生活習性不明。